# PadLock Security Engine
PadLock Security Engine (PadLock) ist eine Erfindung von VIA Technologies zur Erzeugung von Zufallszahlen (RNG) und zur Verschlüsselung auf einem Computerchip. Die Technologie ist in diverse von VIA gefertigte x86-Prozessor-Familien integriert.
VIA hat den x86-Befehlssatz um zusätzliche Opcodes erweitert, um Programmierern Zugriff auf die Zufallszahlen- und Kryptologiefunktionen zu gewähren.
Der Zufallszahlengenerator wurde das erste Mal im Januar 2003 im VIA C5XL Core eingesetzt. Im Oktober 2003 kam im VIA C5P Core eine AES-Kryptographie-Einheit hinzu. Ab 2005 kamen Einheiten für SHA-1- und SHA-2-Prüfsummenalgorithmen hinzu, sowie ein Montgomery-Multiplizierer.

## Zufallszahlengenerator in PadLock
Computer arbeiten technologiebedingt deterministisch und können deshalb keine echten Zufallszahlen per Software errechnen (Pseudo-Zufallszahl). Echter Zufall kann ausschließlich durch äußere Einflüsse erzeugt werden. Herkömmlich werden in Computern zur Erzeugung von Entropie zufällige Mausbewegungen oder Tastatureingaben des Benutzers verwendet. Der bei PadLock eingesetzte Quanten-Zufallszahlengenerator gewinnt die nötige Entropie durch die Messung von oszillierenden Elektronen, oder vereinfacht ausgedrückt aus deren Wärmerauschen.